# Noșlac
Noșlac é uma comuna romena localizada no distrito de Alba, na região histórica da Transilvânia. A comuna possui uma área de 48.35 km² e sua população era de 1887 habitantes segundo o censo de 2007.